# Dorfkirche Untergneus

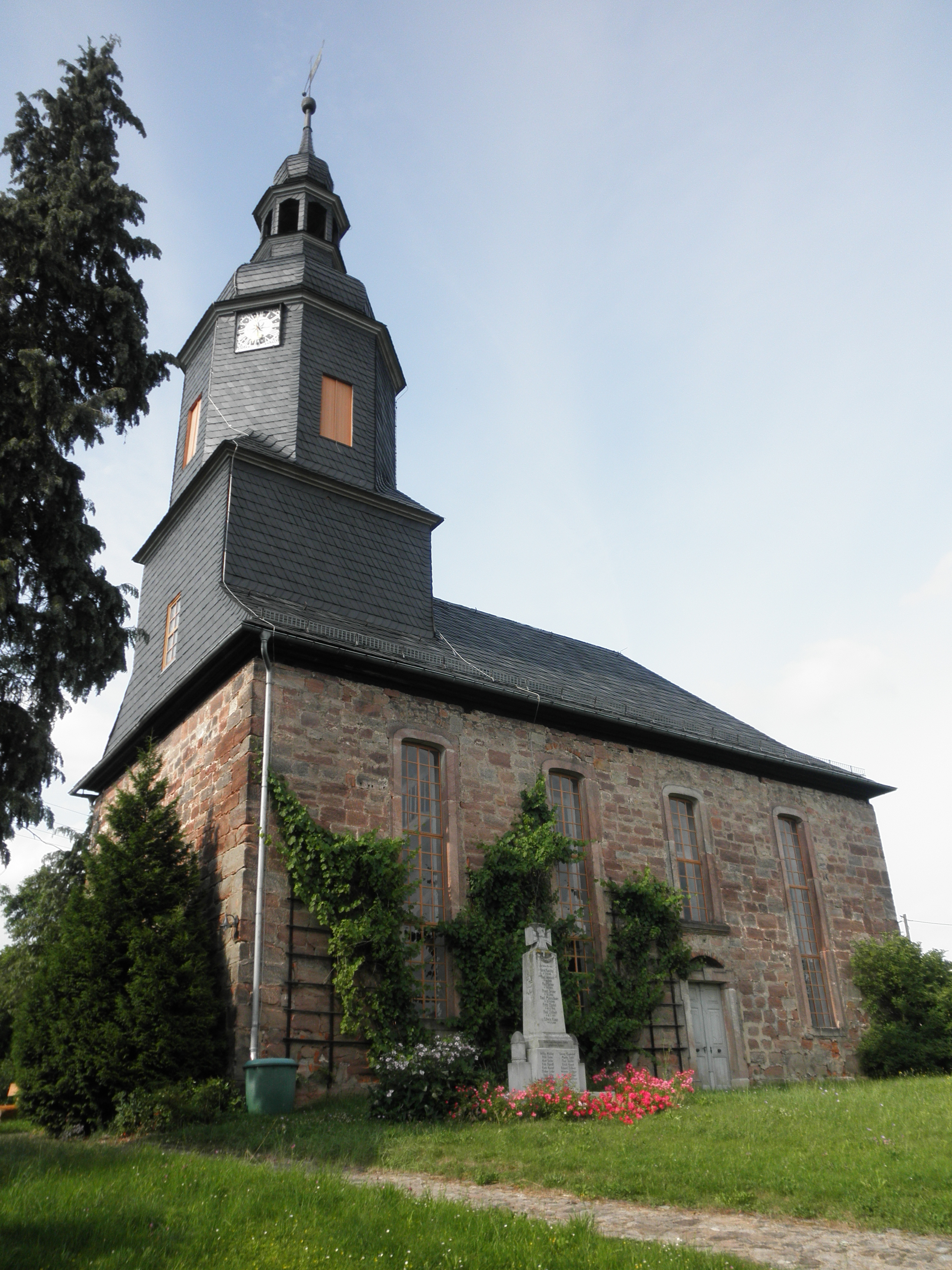
Kirche in Untergneus, davor Kriegerdenkmal

Die Dorfkirche Untergneus steht im Ortsteil Untergneus der Gemeinde Gneus im Saale-Holzland-Kreis in Thüringen. Sie gehört zum Pfarrbereich Trockenborn im Kirchenkreis Eisenberg der Evangelischen Kirche in Mitteldeutschland. Die Ortsteile Obergneus und Untergneus nutzen Kirche und Friedhof gemeinsam.

## Geschichte und Erscheinung
1820 wurde die Dorfkirche als Saalkirche mit westlichem Dachturm auf der Stelle der Vorgängerkirche gebaut. 
1880 blühte wegen des Salzgehalts des verwendeten Sandsteins der Putz aus. Seitdem blieb das Mauerwerk unverputzt als naturfarbiges Mosaik der Buntsandsteinquader. 

## Ausstattung

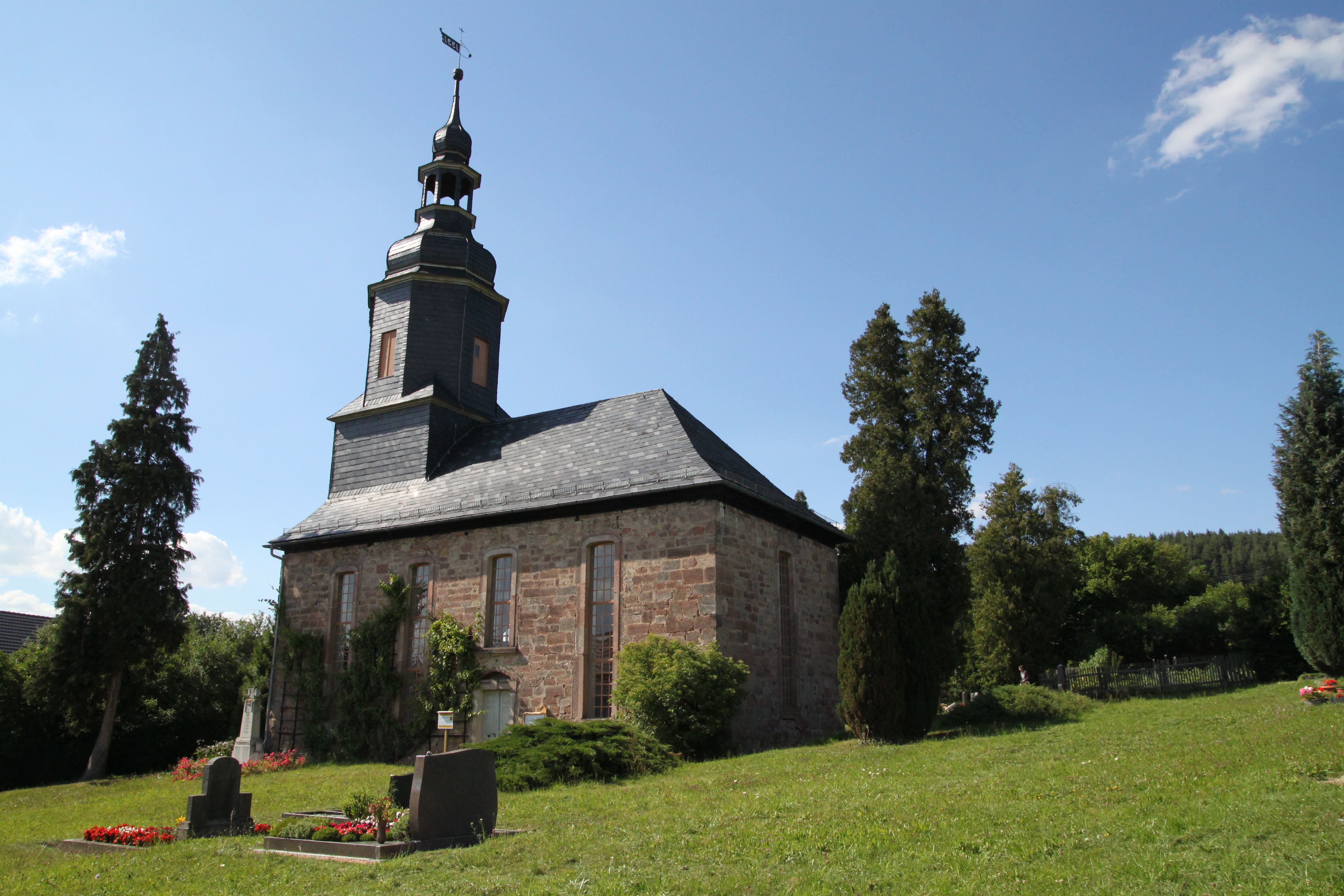
Untergneus, Kirche mit Friedhof (2014)

Im Kircheninneren dominiert der schlichte spätbarocke Kanzelaltar den Chorraum. Das Kirchenschiff mit zweigeschossigen Emporen ist geschmückt mit Bildnissen von Martin Luther und Philipp Melanchton (an der Orgelempore), einem Kreuzigungsfragment von Hans-Georg Kremer sowie der Voutendecke mit Stuckrahmung. 
Der Turmknopf enthielt Dokumente über den Bauabschluss der Kirche im Jahr 1820 (der vorige Kirchenbau „ziemlich hohen Alters“ war abgerissen worden) und das Dorfleben zu jener Zeit sowie aus dem Jahr 1906, als der Knopf zur Erneuerung der Turmspitze geöffnet wurde. Im Juni 1991 wurde der Turmknopf nebst neuer Wetterfahne mit einem akrobatischen Kraftakt aufgesetzt.

## Gerhard-Orgel
Der Baumeister der Orgel war lange vergessen worden, bis 1988 Orgelbauer und Kirchenmusiker Sebastian Knebel auf dem Holz des Balges folgende Inschrift entdeckte: „Anno 1737 ist die Orgel in Unter Gneuß erbaut worden von Justinus Ehrenfried Gerhard Orgelmacher in Löbschütz“. Die Barock-Orgel war aufgrund von Nässe, Holzwurmbefall und unsachgemäßen Reparaturen stark beeinträchtigt, jedoch nahezu im Originalzustand verblieben.
Knebel und die Organistin Gudrun Schwochow, die Kirchgemeinde und der Verein zur Rettung, Bewahrung und Förderung kirchlicher Kunst und Kultur im Umkreis von Stadtroda e.V. engagierten sich jahrelang für die Restaurierung der Orgel. Sie gewannen für ihr Vorhaben Spenden vieler Unterstützer (so etwa vom „Freundeskreis Stadtroda“ in Köln) sowie Erlöse aus 35 Benefizkonzerten. Am 14. Dezember 1997 wurde mit einem Orgelkonzert die Weihe der wiederhergestellten Orgel begangen, der – nach der Orgel in der Kirche zu Engerda von 1735  – zweitältesten Gerhard-Orgel der Region. 
Die 1737 erbaute Orgel als zweitältestes Zeugnis der Orgelbaukunst von Justinus Ehrenfried Gerhard aus Lindig mit Manual und neun Registern wurde aus dem Vorgängerbau mit übernommen. Sie ist die älteste Orgel im Gebiet des einstigen Landkreises Stadtroda.